# NGC 161
NGC 161 est une galaxie lenticulaire située dans la constellation de la Baleine. NGC 161 a été découverte par l'astronome américain Lewis Swift en 1886.

## Caractéristiques
Sa vitesse par rapport au fond diffus cosmologique est de 5 748 ± 49 km/s, ce qui correspond à une distance de Hubble de 84,8 ± 6,0 Mpc (∼277 millions d'al).
À ce jour, une mesure non basée sur le décalage vers le rouge (redshift) donne une distance d'environ 72,000 Mpc (∼235 millions d'al). Cette valeur est à l'extérieur des valeurs de la distance de Hubble.